# Marquesat de Tarradellas
El marquesat de Tarradellas és un títol nobiliari espanyol creat pel rei Joan Carles I, el 24 de juliol de 1986, a favor de Josep Tarradellas i Joan (1899-1988), president de la Generalitat de Catalunya a l'exili, entre 1954 i 1977, i des de la seva restauració el 1977 fins al 1980.

El títol se li va concedir per: 
| «                                                                      | La tasca política realitzada durant un important període de l'actual història d'Espanya per don Josep Tarradellas Joan; la prudència, esperit de col·laboració i patriotisme posats de manifest i la seva participació activa en el procés de la transició política i l'interès i encert amb què fomentà, dins de la Indissoluble unitat de la Nació espanyola, proclamada en la Constitució, l'autonomia, la cultura, les tradicions i institucions de Catalunya i les seves relacions amb tots els pobles d'Espanya, són mèrits que han contribuït de manera destacada a la reconciliació de tots els espanyols sota la Corona, pel qual, vull demostrar-li la meva Reial apreciació... | » |
| — Reial Decret 1518/1986, de 24 de juliol (B.O.E., 25 de juliol 1986). | |   |

L'actual titular, des del 2004, és Josep Tarradellas i Macià, ii marquès de Tarradellas.
|                                     | Titular                             | Període                             |
| Creat el 1986 pel rei Joan Carles I | Creat el 1986 pel rei Joan Carles I | Creat el 1986 pel rei Joan Carles I |
| ----------------------------------- | ----------------------------------- | ----------------------------------- |
| I                                   | Josep Tarradellas i Joan            | 1986-1988                           |
| II                                  | Josep Tarradellas i Macià           | 2004-actual titular                 |

## Història dels marquesos de Tarradellas
- Josep Tarradellas i Joan (1899-1988), i marquès de Tarradellas, president de la Generalitat de Catalunya a l'exili, entre 1954 i 1977, i des de la seva restauració en 1977 fins a 1980.

1. Es casà el 1927, en el Monestir de Montserrat, amb Antònia Macià (1904-2001), amb qui va tenir dos fills: Montserrat (Barcelona, 1928) i Josep (Sant Rafèu, França, en 1942). El va succeir, per rehabilitació, el 2004, el seu fill:

- Josep Tarradellas i Macià, ii marquès de Tarradellas (n. a Sant Rafèu, França, el 1942), professor honorari de l'Escola Politècnica Federal de Lausana (Suïssa).

1. Es va casar a Villerupt (França) amb Isabelle Kauffmann, amb qui té tres fills: Maura (n.1976), Antón (n.1978) i Guillén (n.1981). Actual titular.[3][4]